# Гиппо
Гиппо — гречанка, упомянутая древнеримским писателем I века нашей эры Валерием Максимом как пример целомудрия. Она также была включена в число знаменитых женщин, о которых писал Джованни Боккаччо в XIV веке.
Её имя включено в композицию «Этаж наследия» Джуди Чикаго.

## У Валерия Максима
Валерий Максим включил историю Гиппо в своё сочинение Facta et dicta memorabilia как пример целомудрия из иных стран, в дополнение к ранее рассказанным им римским историям. Согласно ему, когда Гиппо была похищена вражескими кораблями, она решила сохранить свое целомудрие ценой своей жизни и бросилась в море, утопившись. Её тело выбросило на берег Эрифры. По словам Валерия Максима, для неё была построена гробница, которая уцелела в его дни, и её славная репутация сохранялась среди греков.

## У Боккаччо
Валерий Максим послужил источником более подробного описания авторства Боккаччо.
Боккаччо отметил, что не сохранилось никаких сведений о её происхождении или месте её рождения, кроме «книг древних», в которых говорилось, что она была гречанкой и была известна одним добродетельным поступком. В сравнении с Максимом он дал более подробное объяснение решения Гиппо покончить с собой: он заявил, что она была красива и знала, что её похитители планировали изнасиловать её. Согласно ему, после утопления тело Гиппо было выброшено на берег Эрифры, где жители похоронили её, как потерпевшую кораблекрушение, но её имя и причина её смерти были позже раскрыты её врагами, и тогда эрифрейцы построили ей большую гробницу-памятник.
Сам Боккаччо похвалил поведение Гиппо, отметив, что она сохранила свое целомудрие, хотя, возможно, могла бы прожить ещё несколько лет, и приобрела для себя своей преждевременной смертью вечную честь.